# Hossein Ronaghi
Pour l’article homonyme, voir Mostafa Ronaghi.
Hossein Ronaghi Maleki (en persan حسین رونقی ملکی), né le 4 juillet 1985, est un militant des droits de l'homme, citoyen militant, blogueur, journaliste et prisonnier politique iranien. Il écrit sous le nom de plume Babak Khorramdin. Il avait une présence active sur les réseaux sociaux et a connu plusieurs arrestations et emprisonnements par le régime de la République islamique d'Iran. Il a été arrêté une nouvelle fois en février 2022 pour avoir critiqué une loi qui limite la liberté d'accès à Internet.
Hossein Ronaghi a été arrêté plusieurs fois depuis 2009 en raison de son militantisme en faveur de la liberté d'expression et contre la censure d'Internet. En septembre 2022, il publie sur Twitter des prises de position sur la vague de révolte qui fait suite à la mort de Mahsa Amini. Il est encore arrêté et torturé à la prison d'Evin,.
En novembre 2022, le PEN Club français alerte sur l'état de santé du blogueur, dont la vie est en danger. En grève de la faim, mal soigné, il a perdu l'usage d'un rein et selon ses proches il a eu les deux jambes brisées par ses tortionnaires,,.

## Biographie
Né le 14 tir 1364 du calendrier persan (4 juillet 1985) en Azerbaïdjan oriental, il étudie l'informatique à l'Université Arak (en).

## Arrestation en 2009
Il est responsable du projet anti-censure « Iran proxy ». Sous le pseudonyme Babak Khorramdin, il est actif dans la lutte contre le filtrage d'Internet et les moyens de contourner la censure. En raison de ses activités, il est arrêté en 2009, comme son frère Hassan. Accusé d'atteinte à la sûreté nationale et d'insulte contre la présidence, il est condamné à 15 ans d'emprisonnement. Passé à tabac, il est brièvement hospitalisé puis reconduit à la prison d'Evin à Téhéran. Il souffre de problèmes rénaux depuis 2011. Placé à l'isolement, il est privé de contact avec sa famille et son avocat,.
En 2012, il bénéficie d'une libération pendant laquelle il vient en aide aux victimes d'un tremblement de terre en Azerbaïdjan oriental. Il est à nouveau arrêté et subit de nouvelles violences.
En 2016, Amnesty International alerte sur ses conditions de détention. Malgré ses problèmes de santé, il est reconduit, après une nouvelle hospitalisation, à la prison d'Evin.
Il est finalement libéré en 2019 pour être arrêté à nouveau en février 2022.

## Arrestation en février 2022
La nouvelle de l'arrestation de Ronaghi est tombée le 23 février 2022 quand les médias ont fait état de sa disparition puis de son arrestation par les forces de sécurité. Il contribue au site mobilisé.es, où il décrit l'Iran comme « un pays de répression, de censure et de violence. » Il y dénonce la volonté des autorités iraniennes de faire du Web  un « intranet national limité » sur le modèle chinois. La veille, il avait critiqué un projet de loi visant à restreindre la liberté d'accès à Internet en Iran, dans une série de publications sur Twitter,. Son frère, Hassan Ronaghi, a fait état d'appels anonymes menaçants de la part des agences d'État de sécurité avant sa disparition. Confirmant la nouvelle de son arrestation, l'agence de presse nationale iranienne a déclaré n'avoir aucune information quant au détenu ni du lieu de sa détention.
Trois jours après son arrestation, Ronaghi a pu appeler sa famille pour l'informer qu'il avait entrepris une grève de la faim. Après huit jours d'enfermement, il a été libéré sous caution. Les charges de « propagande contre le régime » et « complot contre la sûreté nationale » sont maintenues en vue de poursuites ultérieures, à cause d'une tribune publiée dans le Wall Street Journal.

## Nouvelle arrestation en septembre 2022
Lors des manifestations nationales iraniennes de 1401 (2022), après une interview avec Iran International News, une chaîne d'information basée à Londres,, Ronaghi a annoncé dans une vidéo qu'il avait échappé à une tentative d'enlèvement par les forces de sécurité. Il s'est rendu spontanément avec ses avocats au bureau du procureur d'Evin et après avoir été agressé par les agents devant le bureau du procureur, il a été arrêté le 24 septembre,.
Ses parents ont déclaré à Voice of America que leur fils avait eu les deux jambes brisées et qu'ils avaient subi des intimidations pour les dissuader de s'exprimer,,. En grève de la faim, Ronaghi a été transféré le 2 novembre à l'hôpital Taleghani pour quelques heures puis reconduit à la prison d'Evin. Le 13, il devait être admis à l'hôpital Dey de Téhéran, mais il a été conduit à une destination inconnue. Ses parents ont constaté son absence à l'hôpital Dey. Une manifestation a eu lieu devant l'établissement de santé. Depuis, Hossein Ronaghi est à l'infirmerie de la prison d'Evin.
Il devait être transféré à l'hôpital de jour le samedi 13 novembre, mais selon son frère, il n'a pas été transporté dans cet hôpital. En réponse à son état, un groupe de personnes s'est rassemblé devant l'hôpital de jour et a scandé « Mort au dictateur ». Les policiers ont tiré et tiré des gaz lacrymogènes pour les disperser. Le 13 novembre, Jafar Panahi et Mohammad Rasoulof, deux cinéastes emprisonnés à Evin témoignent que l'état de santé de Ronaghi est préoccupant. Ils n'écartent pas la possibilité d'un arrêt cardiaque qui ferait connaître à Hossein Ronaghi le même sort qu'au poète Bektash Abtin,. Un courrier de l'ONU au gouvernement iranien reste sans réponse. Ronaghi est libéré sous caution le 26 novembre, et peut être hospitalisé pour recevoir les soins que son état de santé requiert.
L'information concernant ses fractures a été mise en doute. Mais, dans un fichier audio enregistré lors de la réunion des chefs du Basij (une composante des CGRI), l'un d'eux confirme qu'il a bien été blessé aux jambes, et que son hospitalisation n'a été décidée que par crainte de nouvelles émeutes, comme après la mort de Mahsa Amini,.
Le mot-clé « Hossein Ronaghi » fait partie des requêtes les plus populaires sur Google en Iran en novembre 2022.
En juin 2023, il dit subir des pressions qui ont selon lui pour but de le pousser hors d'Iran. Mais il affirme son intention de ne pas céder.
Un an après sa libération, il est à nouveau convoqué devant la justice en novembre 2023, probablement pour une déclaration concernant la mort d'Armita Gravand, qu'il a qualifiée de « meurtre »,.